# هولينج
هولينج (Hauling) هو فيلم وثائقي من إنتاج عام 2010 عن الأسر الفقيرة التي تعمل في مجال إعادة التدوير في ساو باولو، في البرازيل.

## الحبكة
عالم إعادة التدوير الإجرامي في ساو باولو، بالبرازيل يمثل خلفية هذا الفيلم الوثائقي الذي يركز على كلاوديني، وهو أب لسبعة وعشرين من الأبناء. وفي حافلته الفولكس فاجن الخضراء، يزور مجاورة سانتا إفيجينيا في ساو باولو لإعادة تدوير البلاستيك والكرتون وأجهزة الكمبيوتر والأجهزة الإلكترونية الأخرى. ويمثل هو وأسرته الطبقة الدنيا من المجتمع والتي تتعرض للتمييز ضدها من قبل طبقات المجتمع الأخرى.
العرض الأول من الفيلم في الساحل الغربي للولايات المتحدة أُقيم في مهرجان سان فرانسيسكو لأفلام البيئة في مارس 2011.

## وصلات خارجية
- هولينج على موقع IMDb (الإنجليزية)
- هولينج على موقع روتن توميتوز (الإنجليزية)
- هولينج على موقع قاعدة بيانات الفيلم (الإنجليزية)
- هولينج على موقع ليتربوكسد (الإنجليزية)
- الموقع الرسمي